# Orduspor Kulübü
O Orduspor Kulübü, mais conhecido como Orduspor, foi um clube de futebol turco com sede na cidade de Ordu, capital da província homônima, fundado em 5 de março de 1967 e oficialmente extinto em junho de 2020. Suas cores oficiais eram o violeta e o branco, sendo estas as escolhidas por representar as violetas características da região de Ordu. Por conta disso, durante sua existência, o clube foi apelido por seus torcedores como Os Violetas. 

## História
Em seu auge, chegou a disputar durante 11 temporadas a Süper Lig, divisão máxima do futebol nacional, tendo sua última participação na elite do futebol turco ocorrido na temporada 2012–13, quando foi rebaixado após encerrar a competição na 17ª colocação entre 18 equipes participantes.
Além disso, o clube também chegou a disputar uma competição continental: a Copa da UEFA de 1979–80. Na ocasião, o clube acabou eliminado logo na 1ª rodada dos playoffs após ser derrotado pelo clube tcheco Baník Ostrava pelo placar agregado de 6–2. 

### Encerramento das atividades
Após ser rebaixado das Ligas Regionais Amadoras na temporada 2018–19, a diretoria do clube decidiu encerrar todas as suas atividades no âmbito do futebol, transferindo-as para o clube local Yenimahalle 52, que depois passou a adotar a denominação Orduspor 1967 Anonim Şirketi, de modo a obter o reconhecimento oficial da Federação Turca de Futebol como sucessor legal do Orduspor Kulübü, tornando-se assim o principal representante de Ordu nas competições nacionais.

## Títulos
- Terceira Divisão Turca (1): 2004–05 (Grupo B)

### Campanhas de Destaque
- Copa da Turquia (semifinais): 1969–70 e 1976–77
- Vencedor dos Playoffs da Segunda Divisão Turca (1): 2010–11